# 熊本县旗
熊本县旗（日语：／ Kumamoto ken ki）是日本的47面都道府县旗之一。该条目是对熊本县旗以及熊本县章（日语：／）的解说。

## 概要
县章于1966年3月31日第210号县告示上第6款上通过并制定。它是片假名“ク”与九州形状的变体，内侧的圆表示熊本县位于九州的中央位置。
同年，县旗在7月23日的第491号县告示上通过并制定。配色中，用海老茶色作为底色，在上方用白色盖上县章。

## 脚注
1. ↑  . 熊本県 （日语）.[永久]
2. ↑  . 熊本県 （日语）.[永久]